# Фальбоґі-Великі
Фальбоґі-Великі (пол. Falbogi Wielkie) — село в Польщі, у гміні Залуський Плонського повіту Мазовецького воєводства.
Населення — 47 осіб (2011).
У 1975-1998 роках село належало до Цехановського воєводства.

## Демографія
Демографічна структура станом на 31 березня 2011 року:
|          | Загалом | Допрацездатний вік | Працездатний вік | Постпрацездатний вік |
| -------- | ------- | ------------------ | ---------------- | -------------------- |
| Чоловіки | 26      | 3                  | 19               | 4                    |
| Жінки    | 21      | 6                  | 10               | 5                    |
| Разом    | 47      | 9                  | 29               | 9                    |